# أندي ماكويد
أندي ماكويد (بالإنجليزية: Andy McQuade)‏ هو مدرب كرة قدم ولاعب كرة قدم بريطاني في مركز الوسط، ولد في 27 أغسطس 1959 في جونستون ‏ في المملكة المتحدة. لعب مع نادي دمبرتون.